# Olenegorsk
Olenegorsk (ruso: Оленего́рск) es una ciudad rusa de la óblast de Múrmansk. Dentro de la óblast, forma una unidad administrativa que no pertenece a ninguno de sus distritos o raiones, y que posee autogobierno local bajo la forma jurídica de ókrug municipal.
En 2019, la ciudad tenía una población de 20 697 habitantes. Su territorio, con una población total de 29 975 habitantes, incluye como pedanías las localidades rurales de Vysoki, Laplándiya e Ímandra y el despoblado de Yaguelni Bor.
La localidad fue fundada en 1916 bajo el nombre de Olenya (Оле́нья), como un pequeño poblado ferroviario del ferrocarril de Murman. Sin embargo, la actual Olenegorsk tiene su origen urbano en un poblado minero de tipo urbano creado en 1949 junto a la estación, para dar servicio a minas a cielo abierto de mena de hierro. En 1957 fue reconocida como ciudad. Olenegorsk estaba subordinada distritalmente a la vecina ciudad de Monchegorsk hasta 1981, quedando desde ese año como una ciudad directamente subordinada a la óblast.
Se ubica unos 100 km al sur de Múrmansk, sobre la carretera E105 que lleva a Carelia, en el entorno lacustre del nacimiento del río Kola.